# Robot (powieść)
Robot – debiutancka powieść fantastycznonaukowa polskiego pisarza Adama Wiśniewskiego-Snerga. Pierwsze wydanie ukazało się nakładem Wydawnictwa Literackiego w 1973.
Sam Snerg pisał, że tytuł powieści nadał „nieszczęśliwie, bo trafniej byłoby nazwać ją «Nadistoty»” oraz, że „zaliczono ją do gatunku SF przez nieporozumienie”, gdyż „treścią swego utworu przeciwstawiłem się temu gatunkowi”.
Autor zaprezentował tu swą autorską „teorię nadistot”, według której w kosmosie istnieją cywilizacje wyprzedzające ziemską, tak jak my przewyższamy rośliny i zwierzęta. Cywilizacje te stanowią element ciągu rozwojowego: rośliny – zwierzęta – ludzie – nadistoty – ponad-nadistoty itd. Istoty zajmujące kolejne wyższe stadia rozwoju nie uważają stworzeń stojących na szczeblu niższym za równorzędnych partnerów, nie starają się z nimi porozumieć, a co najwyżej badają je, tak jak my właśnie traktujemy zwierzęta czy rośliny. Istoty niższego rzędu z kolei nie są w stanie dostrzec nadistot, tak jak np. kura nie postrzega umysłu człowieka jako elementu swojej rzeczywistości.

## Fabuła
Akcja rozgrywa się w trzech planach: schronie pod miastem Kaula-Sud, obszarze pod schronem oraz w samym Kaula-Sud. Miasto zostaje przykryte kopułą przez tajemnicze istoty pozaziemskie, a następnie wyrwane z Ziemi, w celu przeprowadzenia badań przez owe Nadistoty. Bohaterem jest Net Porejra, który w momencie katastrofy znajduje się w schronie, odciętym od reszty świata. Mieszkańcy uważają, że zostali na Ziemi, zaś porwane zostało miasto nad nimi. Potem bohater przedostaje się do obszaru pod schronem, „miasta posągów”, w którym obowiązują odmienne do ziemskich prawa fizyki. Końcowa sekwencja rozgrywa się już w samym mieście, którego mieszkańcy ogłupieni przez Nadistoty oddają się nieumiarkowanemu konsumpcjonizmowi. Bohater, który początkowo wydaje się być człowiekiem, okazuje się być robotem o nazwie BER-66, umieszczonym przez zagadkowy Mechanizm w schronie w celu obserwacji zamkniętych tam ludzi, który w miarę upływu czasu buntuje się przeciw narzuconej mu roli i stopniowo „uczłowiecza się”.

## Odbiór
Debiut Wiśniewskiego-Snerga, jak pisze Leszek Bugajski „(...) został przyjęty wręcz entuzjastycznie: ukazało się wiele pochwalnych recenzji, a radiowy program III uczynił z Robota «książkę tygodnia» co, jak na debiut było wydarzeniem bez precedensu”. Podobnie Niewiadowski pisze, że debiut Snerga stał się „istotnym wydarzeniem lat siedemdziesiątych”. Antoni Smuszkiewicz określa autora Robota pisarzem o randze światowej, a powieść plasuje wśród „najlepszych dokonań gatunku”, oceniając utwór jako „sprawnie napisany” i o dużym „bogactwie tematyki”. Andrzej Wójcik ocenia, że „niewiele też odpowiedników znaleźć może w całej światowej SF”. Jacek Dukaj określił powieść Snerga „debiutem totalnym”. Piotr Kuncewicz ocenił, że książka jest na poły esejem: „manieryczna, zawikłana, bardzo długa, zarazem jednak pełna zaskakujących pomysłów”. Mariusz Leś ocenia powieść jako „pięknie niezrównoważoną i mocno przesadzoną. Rodzaj szoku poznawczego, jaki powinna wywołać science fiction”.
Krytycy dostrzegają w powieści wyraźne wpływy twórczości Stanisława Lema. Bugajski pisze, że początek wydaje się skopiowany z Pamiętnika znalezionego w wannie, podobny jest również zagubiony bohater o niewiadomym pochodzeniu, z Głosu Pana została zapożyczona narracja z elementami eseistyki, zaś zakończenie – pozorna forma dialogowa – jest wzorowana na Dialogach. Także zdaniem Kuncewicza „wpływ Lema jest tu wielki i wielostronny. Szczególnie widać to w obsesji labiryntu, u Lema najpełniej przedstawionego w Pamiętniku znalezionym w wannie”, zgadza się z tym Niewiadowski, pisząc że „drapieżne wizje Snerga (...) wywodzą się z Pamiętnika znalezionego w wannie”. Niewiadowski analizuje, że kreacja obcych w Robocie, podobnie jak w Głosie Pana, „służy przypomnieniu odwiecznych pytań filozoficznych: wolności woli, dialektyki przypadku i konieczności”, dopatruje się także analogii do „skrzyń Corcorana”, koncepcji przedstawionej przez Lema we wspomnieniach Ijona Tichego. Wójcik stwierdza ogólnie, że paraleli z Robotem można poszukiwać tylko w twórczości Lema.
W latach 70. były plany stworzenia serialu telewizyjnego na podstawie książki, autor pracował nad scenariuszem.

## Nagrody
Powieść zwyciężyła w, ogłoszonym na łamach Expressu Wieczornego w maju 1976 przez Ogólnopolski Klub Miłośników Fantastyki i Science Fiction, plebiscycie czytelników na najciekawszą, najlepszą i najbardziej wartościową książką SF wydaną w Polsce Ludowej (niekoniecznie polskiego autora). Uroczyste wręczenie nagrody nastąpiło podczas I Ogólnopolskiego Konwentu Klubów i Miłośników SF w grudniu 1977, przez co uznano ją pierwszą literacką nagrodę polskiego fandomu. Pismo „Nurt” nazwało wyniki plebiscytu „nieoczekiwanymi” (dopiero czwarte miejsce zajęła Solaris Stanisława Lema), zaś po latach Maciej Parowski ocenił, że „czytelnicy pokochali tę książkę, a wpływowi fani załatwili Robotowi w czytelniczym plebiscycie tytuł najlepszego utworu SF XXX-lecia PRL”.
Natomiast w, zorganizowanym przez Polskie Stowarzyszenie Miłośników Fantastyki w 1984, plebiscycie na najlepszą książkę fantastycznonaukową w powojennym czterdziestoleciu powieść zajęła 3. miejsce, po utworach Lema Solaris i Niezwyciężony.

## Podobieństwa do innych dzieł
Film Matrix wykazuje pewne podobieństwa do Robota oraz Anioł przemocy i inne opowiadania tego samego twórcy. W 2003 roku brat autora postanowił złożyć pozew do amerykańskiego sądu o plagiat. Podobieństwa potwierdził również pisarz SF Marek Oramus a wykładowca z Nowego Jorku prof. Albert Juszczak przeprowadził ekspertyzę według której, film zapożyczył 80% treści książki. Bracia Wachowscy nie odpowiedzieli na list Feliksa Wiśniewskiego, głos zabrał natomiast dystrybutor obrazu – Warner Bros Poland, który zarzuty odrzucił.

## Przekłady
- Roboter: Science Fiction-Roman (München: W. Heyne, 1981) tł. Halina Pietrak-Meiser, Gerhard Meiser (język niemiecki)[21]
- A robot: fantasztikus regény (Budapest: Európa, 1987) tł. Gábor Csordás (język węgierski)[22]
- Robot (2005) tł. П. Вейгел (język rosyjski)[23]
- Robot (Plzno: Laser Books, 2005) tł. Pavel Weigel (język czeski)[24]
- Robot (London: Penguin Classics, 2021), tł. Tomasz Mirkowicz (język angielski)[25]